# La recerca
La recerca (títol original: Crazy for You) és una pel·lícula estatunidenca de Harold Becker estrenada l'any 1985. Ha estat doblada al català.

## Argument
Louden Swain s'entrena tots els dies per participar en una gran competició de lluita però s'enamora sobtadament de Carla, una artista que s'ha instal·lat a casa del pare de l'adolescent després d'una avaria de cotxe, cosa que l'impedeix concentrar-se en el seu entrenament i vèncer Shute, el lluitador de més força de la Thompson High School.

## Repartiment
- Matthew Modine: Louden Swain
- Linda Fiorentino: Carla
- Michael Schoeffling: Kuch
- Ronny Cox: El pare de Louden
- Harold Sylvester: Gene Tanneran
- Charles Hallahan: El entrenador
- J. C. Quinn: Elmo
- Daphne Zuniga: Margie Epstein
- Gary Kasper: Otto
- R. H. Thomson: Kevin
- Roberts Blossom: L'avi
- Frank Jasper: Brian Shute
- Forest Whitaker: Balldozer
- Raphael Sbarge: Schmoozler

## Al voltant de la pel·lícula
- Madonna, que signa dos títols de la banda original de la pel·lícula, fa una aparició com a cantant al club.